# Даге
Даге (кит. 大阁镇, пін. Dàgé Zhèn) — містечко у КНР, адміністративний центр Феннін-Маньчжурського автономного повіту у префектурі Ченде провінції Хебей.

## Географія
Даге розташовується у західній частині префектури на висоті понад 600 метрів над рівнем моря.

### Клімат
Містечко знаходиться у зоні, котра характеризується вологим континентальним кліматом з теплим літом. Найтепліший місяць — липень із середньою температурою 21.7 °C (71 °F). Найхолодніший місяць — січень, із середньою температурою -10 °С (14 °F).
| Клімат Даге             | Клімат Даге | Клімат Даге | Клімат Даге | Клімат Даге | Клімат Даге | Клімат Даге | Клімат Даге | Клімат Даге | Клімат Даге | Клімат Даге | Клімат Даге | Клімат Даге | Клімат Даге |
| Показник                | Січ.        | Лют.        | Бер.        | Квіт.       | Трав.       | Черв.       | Лип.        | Серп.       | Вер.        | Жовт.       | Лист.       | Груд.       | Рік         |
| Середній максимум, °C   | −3          | 0           | 7           | 16          | 23          | 26          | 28          | 26          | 22          | 15          | 5           | −1,1        | 13          |
| Середня температура, °C | −10         | −7          | 0           | 8           | 15          | 20          | 22          | 20          | 14          | 8           | −1          | −8          | 6           |
| Середній мінімум, °C    | −18         | −15         | −7          | 0           | 7           | 13          | 16          | 14          | 7           | 0           | −8          | −15         | 0           |
| Норма опадів, мм        | 2           | 3           | 7           | 15          | 32          | 78          | 137         | 127         | 53          | 18          | 6           | 1           | 478         |
| ----------------------- | ----------- | ----------- | ----------- | ----------- | ----------- | ----------- | ----------- | ----------- | ----------- | ----------- | ----------- | ----------- | ----------- |
| Джерело: Weatherbase    |             |             |             |             |             |             |             |             |             |             |             |             |             |